# Gascogne (nave da battaglia)
La Gascogne era una nave da battaglia della Marine nationale, inizialmente prevista come quarta unità della classe Richelieu da 38.000 tonnellate, e così chiamata in onore della regione natale dell'ammiraglio François Darlan, comandante della marina francese, che lo scelse personalmente.

## Storia

Modello di torretta quadrinata da 380 mm delle navi da battaglia classe Richelieu.

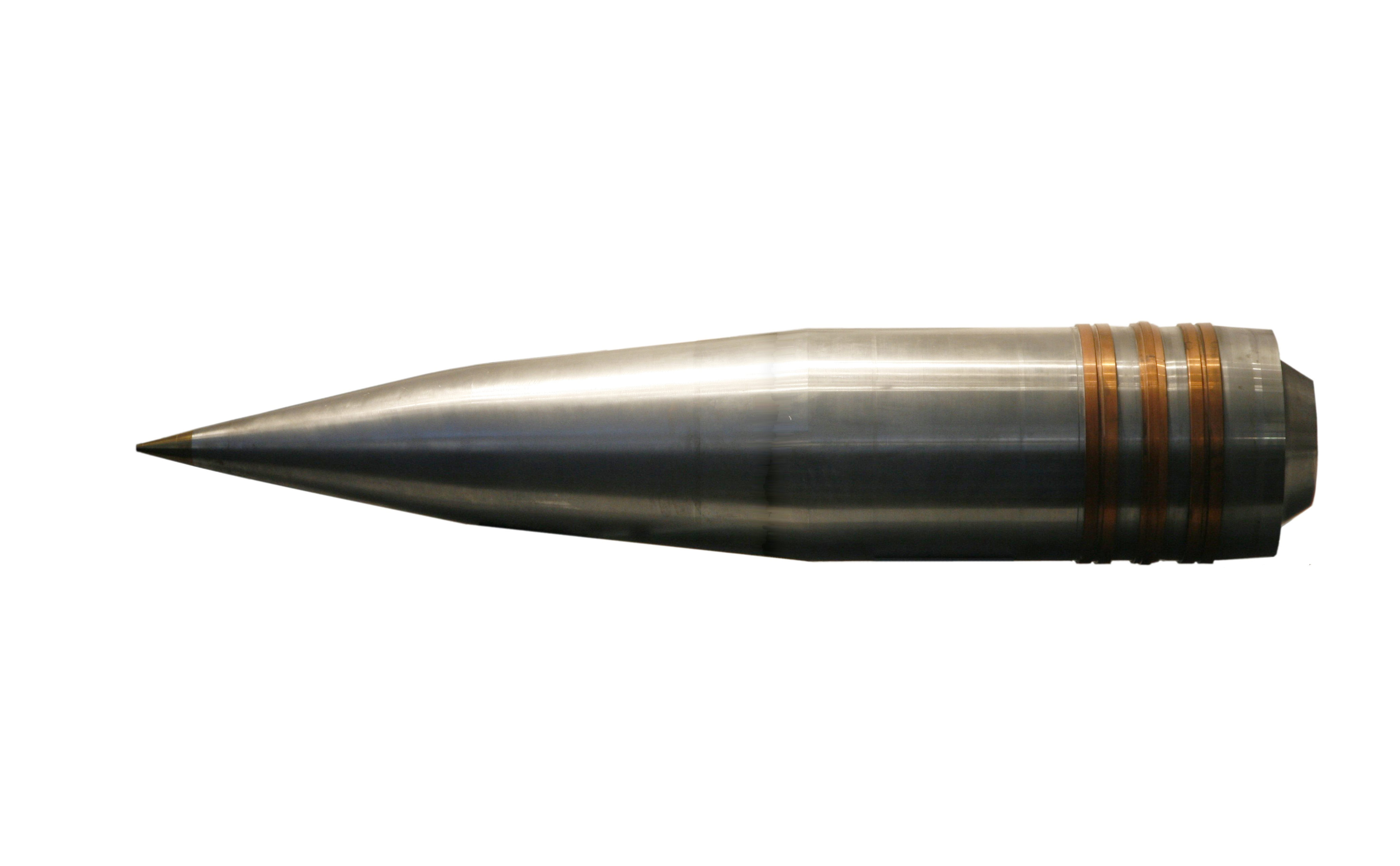
Proiettile da 380 mm.

Il programma navale di potenziamento della Regia Marina del 1937-1938, e il piano supplementare del 1938, rappresentarono il massimo sforzo compiuto nella sua storia dal Regno d'Italia per potenziare la propria flotta. Esso prevedeva la ricostruzione e costruzione di 4+4 navi da battaglia, e generò viva apprensione negli alti comandi della Marine nationale francese. Il 19 gennaio 1938 il Capo di stato maggiore della Marine nationale, ammiraglio François Darlan, intervenne presso il Presidente del Consiglio dei Ministri Paul Reynaud allo scopo di ottenere una integrazione alla tranche di nuove costruzioni del 1938 che era stata approvata dal Parlamento qualche settimana prima, ma che incontrava ancora difficoltà politiche. Egli dichiarò che per effetto dei programmi in atto, la flotta francese fino al 1939 sarebbe stata superiore a ciascuna delle flotte italiana e tedesca; dalla metà del 1939 alla fine del 1941 essa sarebbe stata equivalente a quella italiana e superiore a quella tedesca; a partire dal 1942 sarebbe stata nettamente inferiore alla Regia Marina e, più o meno, al livello della Kriegsmarine. In questo scenario, fino al 1939 la Francia avrebbe potuto contrastare efficacemente sul mare con i propri mezzi o all'una o all'altra delle potenze continentali; dal 1939 al 1942 essa avrebbe potuto agire efficacemente solo con l'aiuto di una potenza alleata, e dopo il 1942 la debolezza della marina francese avrebbe costituito un onere per un eventuale alleato, e da sola la marina francese sarebbe stata sconfitta in partenza su tutti i teatri marittimi, mettendo i possedimenti d’oltremare alla mercé del nemico.
Nel febbraio 1938 la costruzione delle due prime navi da battaglia della classe Richelieu, Richelieu e Jean Bart, aveva già un ritardo rispettivamente di 11 e 13 mesi sul previsto, il che faceva prevedere l'entrata in linea della prima unità per l'inverno del 1940, o all'inizio del 1941, quando le due prime unità della classe Littorio sarebbero già state in servizio dal giugno dello stesso anno. In risposta alle due successive unità unità italiane, Impero e Roma, il 2 maggio 1938 il Consiglio dei Ministri approvò la realizzazione, con la legge bis della tranche 1938, di due nuove navi da battaglia denominate Clemenceau e Gascogne, il cui finanziamento avrebbe dovuto essere autorizzato già l'anno precedente se non si fosse opposto lo stesso Reynaud.
Già nel dicembre dello stesso Darlan dovette difendere la costruzione delle due unità dallo stesso Reynaud, che voleva utilizzare i fondi destinati alla Gascogne per l'acquisto di 1.000 aerei dagli Stati Uniti d'America. Inoltre preoccupavano il Capo di stato maggiore della Marine nationale le carenze tecniche rilevate nell'industria cantieristica francese, le quali, a suo giudizio, costituivano uno dei principali fattori di ritardo nell'approntamento delle nuove navi, unite al fatto che nei cantieri privati e negli arsenali della Marina si adottava l'orario di lavoro su 40 ore settimanali.
Le due nuove navi da battaglia differivano profondamente tra di loro, la Clemenceau apparteneva al modello A2 derivato direttamente dalle Richelieu, mentre la Gascoigne al modello B 3ter che si differenziava totalmente dalle tre precedenti unità tanto da venire definita corazzata rapida. Il modello B 3 ter dislocava 36.000 tonnellate, che salivano a 44.438 t. L'armamento  si basava su 8 cannoni da 380 mm in impianti quadrupli, posizionati uno a prora e uno a poppa, 9 cannoni da 152 mm in impianti tripli sistemati in posizione assiale, due a prora e uno a poppa, 16 cannoni contraerei da 100 mm in impianti binati, quattro per lato, 20 cannoni antiaerei da 37 mm, suddivisi in due impianti quadrupli e 6 binati, e 36 mitragliatrici antiaeree da 13,2 mm in 9 impianti quadrupli. Sia le torri di grosso calibro che quelle di medio calibro potevano sparare contemporaneamente su entrambi i lati dello scafo. 
Per evitare che l'esplosione di un magazzino munizioni di una torre da 152 mm potesse causare l'esplosione anche di quello vicino, la barbetta fu dotata di una blindatura di 150 mm, e il cielo della torre di una che variava da 15 a 25 mm. L'aumento di peso così generato fu compensato con la riduzione della cintura corazzata di 6.70 m, e dello spessore del ponte corazzato da 170/150 mm a 150/140 mm.
L'installazione di una torretta da 380 mm e del suo sistema di caricamento a poppa comportò l'eliminazione dell'hangar e delle catapulte di lancio per gli idrovolanti, che furono entrambi spostati a centro nave. Tale sistemazione permetteva di ricoverare due idrovolanti SNCAC NC.420 al suo interno, mentre un terzo poteva essere trasportato sulla catapulta e la movimentazione dei velivoli avveniva con una apposita gru.
A causa del protrarsi dei lavori di progettazione l'impostazione della Gascogne, la cui costruzione era prevista presso il cantiere navale A.C. de la Loire di Saint Nazaire non riuscì ad essere avviata. Gli ordinativi per le piastre della corazzatura  e per i cannoni da 380 mm vennero emessi nel giugno 1939 e, del resto, la nave non avrebbe potuto essere impostata prima del varo della Jean Bart, che doveva liberare lo scalo costruttivo, cosa che avvenne il 6 marzo 1940. A causa di questo fatto i fondi assegnati alla nuova costruzione per l'anno 1939 vennero destinati ad altri scopi. I lavori sulla Gascogne furono sospesi il 28 settembre 1939, e ripresero il 12 aprile 1940, per essere definitivamente sospesi il 10 giugno dello stesso anno, quando solo il 6% del materiale era stato assemblato e l'impostazione della nave da battaglia non avrebbe potuto avvenire prima dell’estate di quell'anno. Secondo i piani iniziali il varo era previsto nel 1942 e il completamento della Gascogne entro il giugno 1944. Ulteriori due unità avrebbero dovuto seguire la costruzione della Gascogne, da cui parzialmente derivavano, la Alsace e la Normandie che costituivano la classe Alsace.

### Annotazioni
1. ↑  Tale soluzione era stata voluta dall'ammiraglio Darlan al fine di eliminare gli inconvenienti emersi durante le prove di tiro effettuate sia dagli incrociatori da battaglia della classe Dunkerque che dalla Richelieu. I tiri evidenziarono che il contemporaneo utilizzo delle due torri quadruple di grosso calibro anteriori generavano eccessive vibrazioni che inficiavano la precisione del tiro, che risultava eccessivamente disperso specie alle lunghe distanze. Inoltre Darlan temeva che una fortunata salva sparata da una nave nemica potesse mettere contemporaneamente fuori uso tutto l'armamento principale.

### Fonti
1. 1 2 3 4 5 6  Seconde Guerre.
2. 1 2 3 4 5  Couhat 1971, p. 30.
3. 1 2 3 4 5 6 7  De Toro 2012, p. 30.
4. 1 2  de Toro 2012, p. 31.
5. 1 2  De Toro 2012, p. 33.
6. 1 2  Le Masson 1969, p. 80.
7. ↑  Jordan, Dumas 2009, p. 172.
8. 1 2 3 4  De Toro 2012, p. 34.